# Station Tyszowce
Station Tyszowce is een spoorwegstation in de Poolse plaats Tyszowce.